# Mowa pożegnalna Jezusa

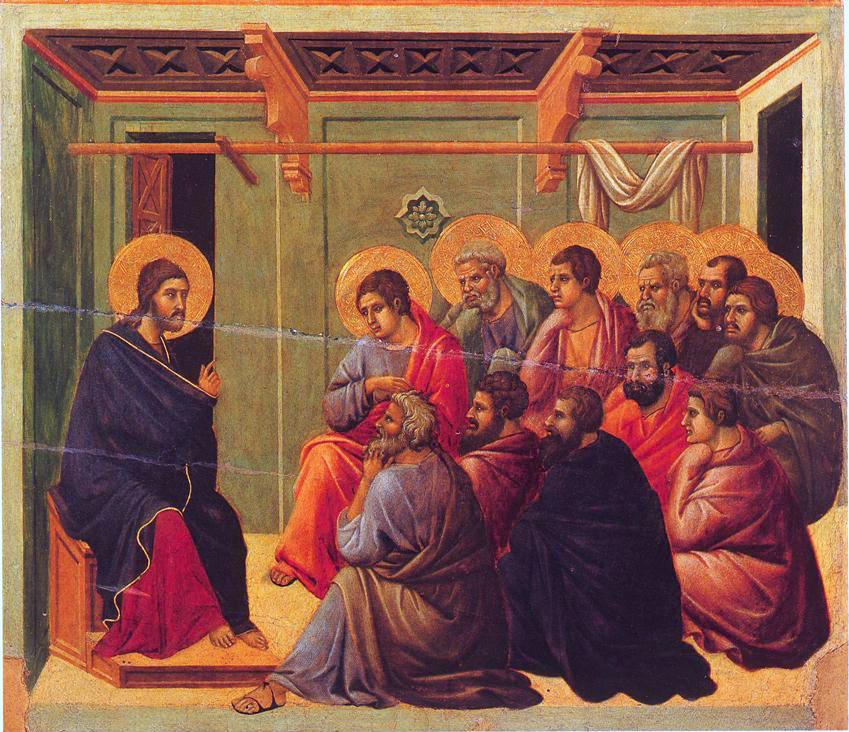
Duccio di Buoninsegna, Jezus żegna się z uczniami

Mowa pożegnalna Jezusa – nazwa fragmentu mowy Jezusa podczas Ostatniej Wieczerzy, zawartej w Ewangelii Jana, w rozdziałach 14-17. W nim Jezus żegna się z jedenastoma uczniami (Judasz wcześniej opuścił Wieczerzę).

## Struktura przemówienia
Mowa może być podzielona na cztery główne części:
1. Pierwsze przemówienie: rozdział 14
2. Drugie przemówienie: 15,1 - 16,4a
3. Trzecie przemówienie: 16,4b-33
4. Modlitwa Arcykapłańska: 17,1-14.

Główne wątki poruszane w mowie to:
- odejście Jezusa i zapowiedź powrotu
- zapowiedź przyjścia Parakleta (Ducha Świętego)
- zapowiedź nienawiści świata wobec uczniów Jezusa.

## Modlitwa arcykapłańska
Modlitwa arcykapłańska to nazwa ostatniej części Mowy pożegnalnej Jezusa. Nazwę tę zaproponował luterański teolog David Chytraeus (1530-1600).
Na kapłański charakter tej modlitwy wskazywał szczególnie Cyryl Aleksandryjski. Rupert z Deutz tak streścił tę modlitwę: „Tak modlił się za nas arcykapłan, który sam był błagającym i przebłaganiem, kapłanem i ofiarą”.